# Wieża widokowa na Górze Wszystkich Świętych

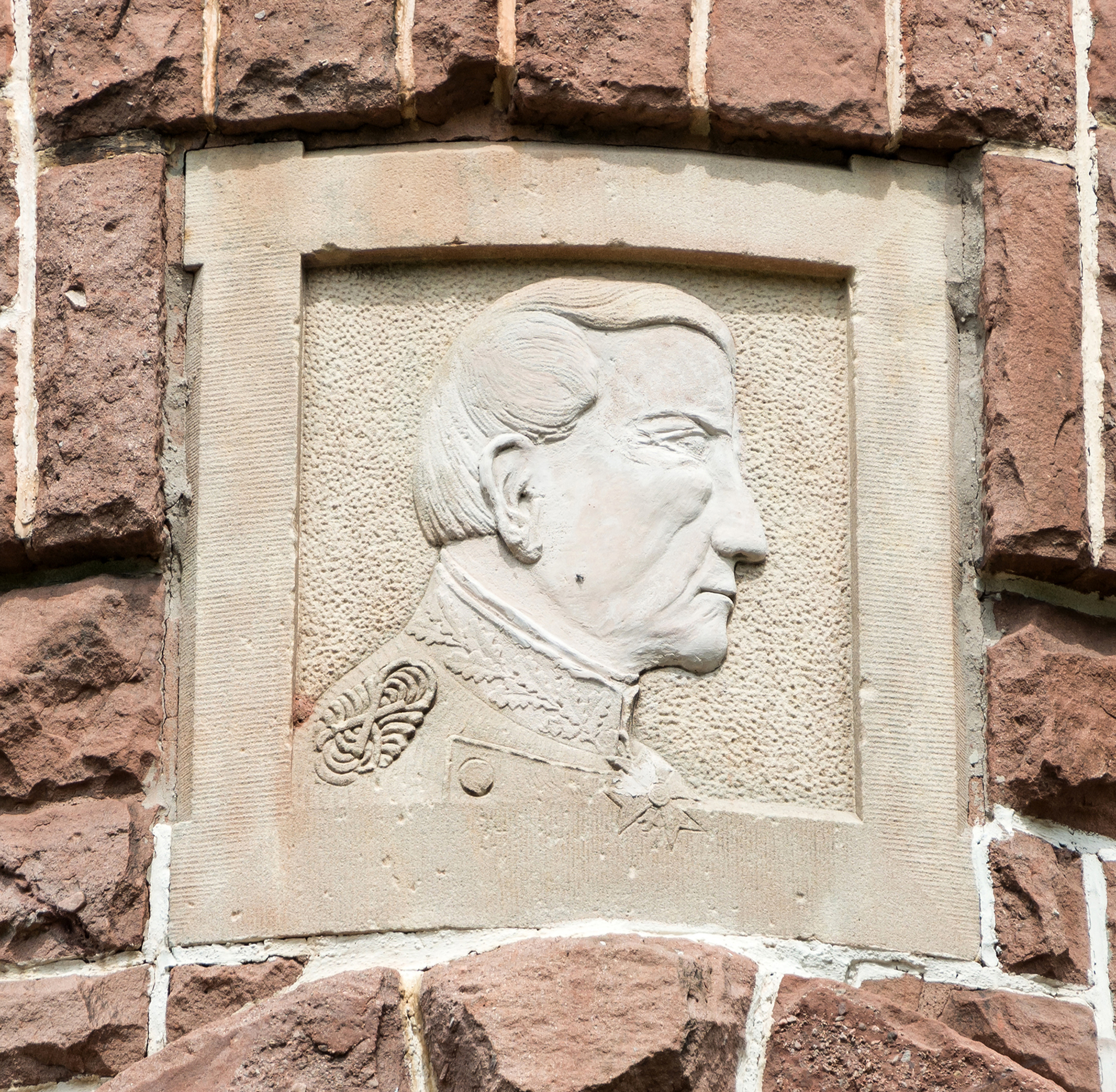
Płaskorzeźba z feldmarszałkiem H. K. von Moltke na wieży widokowej

Wieża widokowa na Górze Wszystkich Świętych (dawniej niem. Moltketurm) – kamienna wieża widokowa zbudowana w 1913 r. na Górze Wszystkich Świętych o wys. 648 m n.p.m., stanowiącej część Wzgórz Włodzickich w Nowej Rudzie-Słupcu w województwie dolnośląskim, w powiecie kłodzkim.

## Opis
Wieża ma wysokość ok. 15 m. Zbudowana jest z kamienia na planie koła, zwęża się nieco ku górze. Zwieńczona jest galeryjką i okrągłą latarnią przykrytą stożkowatym, blaszanym daszkiem z masztem. Po przeciwnej stronie głównego wejścia wybity jest otwór wyjściowy na nieistniejący współcześnie balkonik. Wejście główne wykończone jest łukiem. Prowadzą do niego schody i niewielka platforma. Na lewo od schodów znajduje się wąskie, boczne wejście do przyziemia. Na budulec i detale architektoniczne wykorzystano miejscowy piaskowiec o charakterystycznej czerwonej barwie (tzw. „piaskowiec budowlany”). Nad wejściem znajduje się kamienna płyta z płaskorzeźbą feldmarszałka H. K. von Moltke.
Wieża jest otwarta i udostępniona dla turystów. Dawniej bezpośrednio przy wieży znajdowała się wiata z ławkami, a nieco dalej schronisko turystyczne „Lucasbaude”, którego resztki fundamentów widoczne są do dzisiaj.
Budowla na Górze Wszystkich Świętych jest jedną z kilku wież widokowych w Sudetach Środkowych. Inne znajdują się na: Górze Świętej Anny, Kalenicy, Wielkiej Sowie, Włodzickiej Górze (odbudowana i ponownie otwarta w 2018 roku) oraz w Suszynie.

## Historia
Wieża stanęła staraniem sekcji Kłodzkiego Towarzystwa Górskiego (Glatzer Gebirgsverein) ze Słupca. Wcześniej stała tam od 1889 r. drewniana miniwieża o wysokości 2,8 m – już wówczas miejsce było popularne wśród turystów. 12 czerwca 1913 r. położono kamień węgielny pod budowę nowej wieży i jeszcze w tym samym roku budowla została ukończona. Wieża otrzymała imię feldmarszałka Helmutha Karla von Moltke, którego rodzina, mająca siedzibę w Krzyżowej, wsparła finansowo budowę. Jego wizerunek umieszczono na płaskorzeźbie nad wejściem. W latach 80. XX wieku wieża zaczęła powoli popadać w ruinę. Zawalił się wówczas balkonik i schody. Po pewnym czasie wieżę częściowo odrestaurowano, naprawiając schody i dach (balkoniku nadal nie ma).
Wieżę widać wyraźnie od strony północno-wschodniej i z części Słupca. Droga do niej prowadzi z ul. Radkowskiej w Słupcu (szosa Słupiec-Ścinawka Średnia). Z galerii wieży widoczna jest szeroka panorama ziemi kłodzkiej z Masywem Śnieżnika, Górami Stołowymi, Górami Suchymi, Sowimi i Bardzkimi. Dalej widać również Czechy (Broumowskie Ściany), a przy sprzyjających warunkach pogodowych także Śnieżkę w Karkonoszach.